# Графство Питен
Графството Питен (на немски: Grafschaft Pitten, също Pütten, Butino, Putine) е през Средновековието до 16 век територия в южна Долна Австрия. Главен град е Питен.
Готфрид (1042–1050), син на маркграфа на Марка Каринтия (по-късната Марка Щирия) Арнолд II от Велс-Ламбах († 1055), и съ-маркграф, побеждава нахлулите унгарци и получава за това от крал Хайнрих III богата собственост в Долна Австрия, която тогава е наречена Графство Питен. През 1050 г. Готфрид е убит от враговете му в замък Ламбах. Собствеността му в Питен отива чрез дъщеря му Матилда на нейния съпруг, граф Екберт I фон Формбах-Нойбург.
През 1158 г. Екберт III фон Питен пада убит в битка против Милано. Графството отива на братовчед му Отокар III от Щирия († 1164).
През 1194 г. на територията на Питен херцог Леополд V Бабенберг основава град Винер Нойщат.
През 1254 г. чрез мирния договор в Офен, Марка Питен (също и Траунгау) е отделена от Щирия: Отокар II Пршемисъл от Бохемия получава Австрия и Питен (и Траунгау), Бела IV от Унгария получава останалата Щирия.
Графството Питен е до началото на 16 век част от Херцогство Щирия (1180-1918), след това влиза в Ерцхерцогство Австрия.